# Microspia
Una microspia è un dispositivo elettronico che implementa un sistema di trasmissione costituito solitamente da un microfono e da un trasmettitore capace di intercettare conversazioni vocali e ritrasmetterle attraverso le onde radio (radiofrequenza). Il segnale trasmesso può essere ascoltato tramite un ricevitore dedicato o tramite un classico scanner di radiofrequenza.
Strumento indispensabile per chi svolge indagini estremamente riservate o, nei limiti previsti dalla legge, per chi tenta di risolvere casi abbastanza problematici; viene solitamente posto in vicinanza delle persone per ascoltarne le conversazioni. Estremamente semplice da utilizzare anche per chi non ha particolari competenze, si può occultare ovunque e in modo assai veloce senza destare alcun sospetto, i nascondigli sono veramente infiniti: un bottone, una penna, un vaso, un telefono, un'auto, sotto un tavolo, ecc.

## Caratteristiche
Le microspie presentano caratteristiche molto differenti tra di loro, si va dal semplice ascolto di audio, alla trasmissione del video o di entrambi. Le dimensioni ed i modelli delle microspie sono innumerevoli: il mercato offre ampia possibilità di scelta, si va dalla microspia di ridottissime dimensioni utile per essere occultata ovunque nella maniera più agevole e secondo le proprie esigenze, a quella dalle dimensioni leggermente più grandi ma con funzioni altamente sofisticate.
L'autonomia della microspia dipende dall'assorbimento di corrente della stessa e dalla capacità della batteria utilizzata, ma, se viene collegata alla corrente elettrica, l'autonomia è ovviamente illimitata.

## Funzioni
Le funzioni principali generalmente sono:
- VOX: consente di trasmettere solo quando nell'ambiente sorvegliato sono presenti voci o rumori, consentendo così di allungare la durata delle batterie e ridurre il rischio di intercettazione tramite un rilevatore di microspie.
- Controllo remoto: consente di attivare e disattivare la microspia tramite un comando remoto (telecomando), così da poter disattivare la trasmissione quando la zona controllata è sottoposta a bonifica, quindi rendere non rintracciabile il segnale e dunque il luogo in cui è installata la microspia.
- Scrambler: sistema di codifica della trasmissione; tale tecnica rende indecifrabile la trasmissione a chiunque cerchi di ascoltare il segnale trasmesso della microspia. Solo chi possiede il ricevitore con la chiave di decodifica può ascoltare la trasmissione in chiaro.
- Attivazione con timer: per stabilire se in un veicolo è presente una microspia collegata all'alimentazione, si utilizza la tecnica di misurare l'assorbimento del mezzo quando lo stesso non è in funzione; in condizioni normali l'assorbimento è pressoché nullo, in presenza di una microspia sarà rilevato il relativo consumo di corrente elettrica. Per effettuare tale misura è necessario scollegare la batteria per interporre un amperometro (strumento di misura assorbimento); alcune sofisticate microspie dispongono di un dispositivo che rileva la disconnessione della batteria e mette in stand-by il circuito della microspia stessa per un tempo predefinito, così da non risultare durante la misura dell'assorbimento di corrente.

## Tipologie particolari

### Microspia GSM
La microspia GSM, modello di microspia assai diffuso al giorno d'oggi, consente, attraverso una semplice telefonata, l'ascolto di tutto ciò che avviene nella zona in cui è occultata. La principale caratteristica di questa tipologia di microspie è quella di possedere una copertura illimitata, può essere controllata da qualsiasi parte del mondo consentendo quindi all'intercettato e a chi ascolta di trovarsi anche a migliaia di chilometri di distanza tra di loro, il soggetto che indaga sentirà tutto ciò che avviene in prossimità della persona controllata come se si trovasse nella stessa stanza. Il microfono ultrasensibile cattura le conversazioni e i rumori di fondo con la migliore qualità audio disponibile. Non è richiesto uno specifico ricevitore, è sufficiente effettuare una chiamata da un qualsiasi telefono cellulare oppure da una linea telefonica fissa. Le microspie GSM sono attualmente le più richieste dalla clientela non professionale.

## I problemi della tutela della "privacy"
Lavorare con le microspie è una tecnica abbastanza comune e lecita tra gli agenti segreti, le forze di polizia, i corpi militari e gli investigatori privati; in alcuni casi però la microspia viene utilizzata in maniera illecita da privati per ottenere informazioni confidenziali in modo fraudolento. Le microspie installate non emettono alcun rumore, né alcuna vibrazione, impossibile quindi accorgersi di essere spiati.
Il garante della privacy è recentemente intervenuto con provvedimenti destinati a tutelare i cittadini da intercettazioni e controlli indesiderati e soprattutto illegali.

## Il rilevamento
Alle sofisticate apparecchiature per i professionisti dell'intercettazione oggi diffusissimi sul mercato fanno da contraltare i sempre più evoluti rilevatori di microspie e i prodotti di bonifica ambientale a protezione totale della privacy contro tutti i sistemi elettronici di spionaggio ed intercettazione. Utilizzati ogni giorno per impedire fughe di preziose informazioni in uffici, società e nelle strutture più a rischio di intercettazioni, questi rilevatori individuano le onde elettromagnetiche a radiofrequenza emesse da microspie di ogni tipo, telecamere nascoste, dispositivi, anche quelli tecnologicamente più avanzati, persino spenti o non più funzionanti e qualsiasi tipo di trasmissione in RF, IR, Onde Convogliate, linee telefoniche ecc...grazie ad un'elevatissima sensibilità ed affidabilità.
Tra questi dispositivi citiamo i rilevatori di giunzioni non lineari, atti a rilevare qualsiasi tipo di circuito elettrico, quindi microspie di tutti i tipi anche se spente o non più funzionanti. Esistono anche web app di smartphone che sfruttano il sensore magnetico in grado di rilevare potenziali microspie anche se di minore affidabilità.